# Planinsko društvo Ljubljana-Matica
Planinsko društvo Ljubljana-Matica je po številu članov največje slovensko planinsko društvo in članica Planinske zveze Slovenije. V organizaciji Slovenskega planinskega društva so imeli člani iz Ljubljane največjo vlogo, zato so se skozi njeno zgodovino pojavljale zahteve za samostojno društvo. To so dosegli 16. decembra 1935, ko so ustanovili tim. Osrednje društvo SPD, ki so ga leta 1948 preimenovali v sedanje ime.
Za delovanje Osrednjega društva SPD je bila značilna gradnja planinskih postojank, osnovanje planinskih poti, izdaja Planinskega vestnika, gorsko reševanje, alpinizem, organizacija predavanj in izletov, fotografiranje gora ipd.
Trenutni predsednik društva je Tomaž Willenpart, ki je leta 1996 nasledil Gregorja Klančnika (1984–1996).
Nekdanji predsednik Republike Slovenije Borut Pahor je leta 2013 Planinskemu društvu Ljubljana-Matica podelil red za zasluge »za vsestranski prispevek pri razvoju slovenskega planinstva in ob 120. obletnici društvenega dela«.

## Odseki
Danes v okviru planinskega društva delujejo naslednji odseki:
- alpinistični odsek
- mladinski odsek
- vodniški odsek
- markacijski odsek
- odsek za varstvo narave in gorsko stražo
- skupina za gorsko vodništvo

## Postojanke in vrhovi
Planinsko društvo Ljubljana-Matica upravlja tudi nekatere pomembne planinske postojanke in vrhove. To so:
Planinske postojanke (koča, zavetišče ali bivak)
1. Bivak pod Skuto, Kamniško-Savinjske Alpe (2070 m)
2. Dom na Komni, Julijske Alpe (1520 m)
3. Dom v Kamniški Bistrici, Kamniško-Savinjske Alpe (600 m; do leta 2012)[3]
4. Koča pri Savici, Julijske Alpe (653 m)
5. Koča pri Triglavskih jezerih, Julijske Alpe (1685 m)
6. Triglavski dom na Kredarici, Julijske Alpe (2515 m)

Vrh:
1. Triglav, Julijske Alpe (2864 m)